# تیفوس اپیدمیک

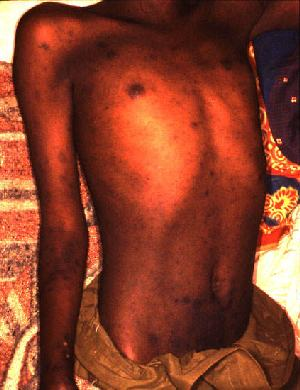
بیماری تیفوس

تیفوس یک بیماری حاد تبدار ناشی از باکتری ریکتزیا و منتقله از حشرات آلوده است. این بیماری دارای سرایت فرد به فرد نیست. این عفونت ممکن است پوست، دستگاه عصبی مرکزی، لوله گوارش و عضلات را درگیر سازد.
به‌طور کلی چند نوع تیفوس داریم. تیفوس اپیدمیک یا شپشی که عامل آن ریکتزیا پرووازکی می‌باشد، شایعترین نوع تیفوس است که توسط شپش طی چرخش شپش-انسان به انسان منتقل می‌شود. همچنین تیفوس آندمیک یا تیفوس ککی یا تیفوس موشی که عامل آن ریکتزیا تیفی است، نوع دیگری از این بیماری است.
در این بیماری عفونت سیستمیک و ضعف و خواب آلودگی شدید دیده می‌شود و تب به مدت دو هفته ادامه دارد. این بیماری بسیار شدید بوده و اغلب در افراد بالای 40 سال کشنده است. در طی اپیدمی‌ها میزان مرگ و میر بیماری 6-30 درصد می‌باشد.
عامل بیماری تیفوس اپیدمیک ریکتزیا پرووازکی (Rickettsia prowazekii) می‌باشد. در سیر این بیماری ریکتزیا توسط شپش همراه با خون خورده شده و وارد سلول‌های اپی‌تلیال شپش می‌شود. در آنجا به سرعت رشد و تکثیر نموده و پس از 4 روز باعث پاره شدن سلول‌های جدار معده شپش می‌شود. سپس ریکتزیا وارد حفره معده می‌شود و سرانجام به خاطر پاره شده سلول‌های جداره آن، به داخل هموسل (حفره عمومی بدن) وارد می‌شود. ریکتزیا همراه مدفوع شپش دفع می‌شود که مالیدن یا خاراندن این مدفوع روی زخم یا غشای مخاطی ضعیف (مانند ملتحمه چشم) و یا حتی استنشاق گرد مدفوع خشک شده باعث ابتلای انسان می‌شود. بنابراین انسان از طریق مدفوع یا شپش له شده به بیماری مبتلا می‌شود نه از طریق گزش شپش و انسان به عنوان مخزن بیماری تلقی می‌شود.
شپش آلوده پس از ۱۴-۱۰ روز به علت آلودگی می‌میرد ولی ممکن است قدرت حیات ریکتزیا در شپش مرده تا هفته‌ها حفظ شود. در انسان میکروب می‌تواند بدون هیچگونه نشانه‌ای سال‌ها به صورت عفونت پنهانی باقی بماند. بیماری می‌تواند بعدها به شکل خفیف بروز کند.
در تیفوس شپشی بیماران در مرحله تب و احتمالاً ۲ تا ۳ روز بعد از طبیعی شدن درجه حرارت بدن قادر به آلوده کردن شپش هستند. شپشها معمولاً ۲-۶ روز بعد از خونخواری آلوده‌کننده هستند.

## دلیل نام‌گذاری
در زبان یونانی tûphos به معنی هذیان ناشی از تب است. در سال 1909 فردی به نام هاوارد ریکتز این میکروب را کشف کرد. در سال 1915 استانیلاوس پروازک درباره آن تحقیق کرد. هر دو دانشمند هم تیفوس گرفتند و به طرز وحشتناکی مردند.

## همه گیری ها
تیفوس اپیدمیک در حال حاضر یک بیماری نادر است. در طول قرون وسطی و تا اوایل قرن بیستم، اپیدمی‌های دوره‌ای عفونت ریکتزیا پرووازکی (R. prowazekii) میلیون‌ها نفر را کشت.  تخمین زده می شود که تیفوس همه گیر بیشتر از تمام جنگ های تاریخ باعث مرگ و میر شده است.
به عنوان مثال، در طول دوره هشت ساله از ۱۹۱۷ تا ۱۹۲۵، بیش از ۲۵ میلیون مورد تیفوس اپیدمیک در روسیه رخ داد که باعث مرگ حدود سه میلیون نفر شد.
در سال ۱۹۴۱ تا ۱۹۴۲ در بحبوحه جنگ جهانی دوم بدنبال ایجاد شرایط جنگی، گسترش فقر و قحطی، یک اپیدمی وسیع تیفوس در ایران رخ داد.

## علایم و درمان
علائم معمولاً تب، لرز، درد عضلانی، درد شکمی، سرفه، سردرد، بثورات پوستی ( راشهای قرمز) بدون اسکار، تهوع و استفراغ می‌باشد. درمان با آنتی‌بیوتیک‌هایی نظیر تتراسیکلینها مثل داکسی سیکلین یا کلرامفنیکل است.
رعایت بهداشت فردی بسیار ضروری است.